# 棕榈滩海岸 (佛罗里达州)
棕榈滩海岸（英語：Palm Beach Shores），是美国佛罗里达州下属的一座城镇。建立于1951年。面积约 为1平方公里（约合0.4平方英里）。根据2010年美国人口普查，该市有人口1,142人。论人口在本州排行第 321。